# Intent de cop d'estat al Níger de 2021
L'intent de cop d'estat al Níger de 2021 es va produir el 31 de març cap a les tres de la matinada, hora local, després d'un tiroteig als carrers de Niamey, la capital de Níger, dos dies abans de la presa de possessió del president electe Mohamed Bazoum.
L'intent de cop d'estat va ser organitzat per membres de l'exèrcit, i es va atribuir a una unitat de la Força Aèria amb base en la zona de l'aeroport de Niamey. El presumpte líder del complot era el capità Sani Saley Gourouza, encarregat de la seguretat en la base de la unitat. Una vegada frustrada la temptativa de cop, els colpistes van ser detinguts.